# Kalapana Havajski
Kralj Havaja Kalapa, spomenut u pojanjima, bio je kralj na drevnim Havajima. Njegovo ime je u pojanjima dano i kao Kalapanakuʻioʻiomoa.
Kalapa je bio sin princa Kanaloe i njegove sestre Makoʻani te unuk poglavarice Molokaija Hualani i njenog muža Kanipahua, kralja Havaja.
Kalapa, znan i kao Kalapaua ili Kalapana, naslijedio je okrutnog kralja Kamaiʻolea na tronu.
Legende opisuju kako je Kamaiʻole iskorištavao seksualno mnoge žene te su se ljudi pobunili. Nakon što je on ubijen, Kalapa je zavladao otokom, a bio je smatran dobrim vladarom.

## Obitelj
Kalapa je oženio ženu zvanu Malamaʻihanaʻae, koju pojanja zovu i Makeʻamalamaʻihanai. Njihov sin je bio veliki Kahaimoelea. On je naslijedio oca.